# Верска служба у Војсци Србије
Верска служба у Војсци Србије је служба Војске Србије задужена за задовољавање верских потреба припадника Војске. Основни задатак верске службе у војсци Србије јесте да омогући остваривање уставног права на слободе вероисповести њених припадника (војника, старешина и цивилних лица). Један од главних циљева верска службе у Војсци Србије јесте јачање духовних и моралних вредности, обликовања грађанске одговорности и неговања војничких врлина и патриотизма, што је у функцији развоја, изградње, одржавања и повећања оперативних способности Војске Србије приликом извршавања свих дефинисаних мисија и задатака и нема сврху мисионарства цркава и верских заједница у војној средини.
Вршење верске службе у Војсци Србије ближе је уређено Уредбом о вршењу верске службе у Војсци Србије. Делатности верске службе врше се у војним комплексима, у посебним просторијама — богослужбеним просторима уређеним и опремљеним за ту намену. У делатностима верске службе припадници Војске Србије учествују по сопственој вољи и убеђењу, уз уважавање и стриктно поштовање обавеза које проистичу из војне службе, и обавезни су да строго чувају тајност исповести припадника система одбране.
Верску службу у Војсци Србије обављају свештеници-верски службеници традиционалних цркава и верских заједница, регистрованих за обављање ових делатности, на простору Србије. Свештеници-верски службеници, у Војсци Србије су професионална војна лица високе стручне спреме у статусу официра Војске Србије, који обављају богослужбене и остале верске делатности у складу с њиховим аутономним прописима. Припадници верске службе, односно војни свештеници, за разлику од других припадника војске, неће носити оружје. Војни свештеник-верски службеник има помоћника, професионално војно лице у статусу подофицира Војске Србије.
Министарство одбране Републике Србије склопило је споразум са седам цркава односно верских заједница у вези са вршењем верске службе у Војсци Србије и то са; Српском Православном црквом, Римокатоличком Црквом у Србији, Словачком Евангеличком Црквом, Реформатском Хришћанском Црквом, Евангеличком Хришћанском Црквом, Јеврејском заједницом у Србији, Исламском заједницом Србије.

## Међународни уговори, полазна основа за регулисање верских права у ВС
Забрана дискриминације засноване на вери односно вероисповести један је од темељних принципа у међународним уговорима које је Р. Србија потписала под окриљем Уједињених нација (Универзална декларација о људским правима, Међународни пакт о грађанским и политичким правима и Међународни пакт о економским социјалним и културним правима), али и регионалним уговорима, пре свега у Европској конвенцији о људским правима, чије тумачење води закључку да се од државних власти не само може тражити да одустану од предузимања корака који би представљали мешање у мисли, савест и вероисповест грађана већ и да, у извесним околностима, предузму позитивне мере како би неговале и штитиле та права.
Како свака појединачна држава обавља тај задатак процењује се не само на нормативном нивоу, већ и у пракси државних органа који доследно треба да поштују принцип да се слобода исповедања вере, може спроводити не само у цивилном друштву већ и у Војсци Србије, уз убеђење да се она може или сме подвргнути само оним ограничењима која су прописана Законом о Војсци, а неопходна су да заштите безбедност, ред, здравље или морал, односно ради заштите права и слобода других припадника Војске.

## Појмови
Појмови који су коришћени на овој страници имају следећа значења:
Верска служба у војци
То је организован вид делатности традиционалних цркава и верских заједница у војној средини која обухвата; богослужења, верске обреде и остале верске делатности.
Богослужења и верски обреди
Богослужбене делатности су верске активности које јавно за све вернике врше свештеници, односно верски службеници, у складу са аутономним прописима својих традиционалних цркава и верских заједница, користећи богослужбене предмете и богослужбену литературу.
Богослужбени простор
Храмови и други објекти и простори у власништву традиционалних цркава и верских заједница или посебно одређене и опремљене просторије за богослужења у касарнама, војним објектима и на другим местима на којима Војска Србије извршава задатке и мисије.
Овлашћени великодостојник
Великодостојник је високорангирани припадник традиционалне цркве или верске заједнице, канонски надлежан свештеницима, односно верским службеницима који врше верску службу у Војсци Србије.
Свештеници-верски службеници,
Војни свештеници, војни капелани, војни имами и војни рабини, су верски службеници, који носа назив у зависности од тога којој традиционалној цркви, односно верској заједници припадају.
Помоћници војних свештеника-односно верских службеника
То су професионална војна лица у статусу подофицира Војске Србије, који се одређују из редова припадника подофицирског кора Војске Србије, уз њихов пристанак, а на предлог војних свештеника, односно верских службеника. У складу са законом, они не могу да обављају богослужбене делатности. Помоћници војних свештеника-односно верских службеника дужни су да воде рачуна о опремљености, чистоћи и уредности богослужбених простора, а током богослужења и верских обреда, на основу упутстава војних свештеника, односно верских службеника, поучавају друге припаднике Војске Србије који током учешћа у њима на било који начин помажу војним свештеницима, односно верским службеницима. Такође, они су надлежни и за регулисање протоколарних питања и правила понашања у богослужбеном простору.

## Заступљеност свештеника-верских службеника
Заступљеност свештеника-верских службеника, зависи од броја верника у укупном броју припадника Војске Србије.
- Ако у укупном броју припадника Војске Србије има 100-500 верника традиционалне цркве, односно верске заједнице, верску службу у Војсци Србије обављаће један војни свештеник, односно верски службеник те традиционалне цркве, односно верске заједнице.
- Ако у укупном броју припадника Војске Србије има од 500-1000 верника одређене традиционалне цркве, односно верске заједнице, верску службу у Војсци Србије обављаће два војна свештеника, односно верска службеника те традиционалне цркве, односно верске заједнице.
- На сваких следећих 1000 припадника Војске Србије верника одређене традиционалне цркве, односно верске заједнице, верску службу у Војсци Србије обављаће још по један војни свештеник, односно верски службеник те традиционалне цркве, односно верске заједнице.

## Историја

### Верска служба у војци кнежевине Србије (Краљевине Србије)
Први пут у српској војсци верска служба је законски била уређена 31. октобра 1839. године, за време владавине књаза Милоша, у војсци Кнежевине Србије (Краљевине Србије), која још увек није била у потпуности независна, Законом војеним, у којем су, поред осталог, дефинисани и услови под којима се у војсци вршила верска служба. Овима законом такође, биле су прописане дужности војних свештеника и дисциплинске мере које су предузимане због пропуста учињених по питању верског живота.
Законом војеним од 31. октобра 1839. године, били су дефинисани и текст војничке заклетве и начин њеног полагања. За све припаднике војске текст заклетве је био исти, а заклињање је обављао војни свештеник пред заставом јединице. На позив свештеника, сви који су полагали заклетву дизали су десну руку у висини ока (палац, кажипрст и средњи прст врховима су били састављени, а мали и домали прислоњени уз длан) и изговарали текст заклетве, затим се осењивали крсним знаком и целивали Јеванђеље. Након тога свештеник је држао кратку беседу о значају заклетве, а затим би оверавао спискове „рекрута заклетих на војену службу“. Поред тога, официри су при заклињању стављали леву руку на Јеванђеље. Правилима службе Краљевине Србије било је прописано и полагање заклетве војника неправославне вероисповести.
За време владавине Краља Милана I Обреновића а на предлог председника Министарског савета и министра војног ђенерала Саве Грујића, 14. јануара 1888. године, издато је наређење о прослављању слава у Војсци и одређено да све команде и установе које имају заставу имају и славу. За дан славе узиман је значајан датум из прошлости јединице или дан неког српског светитеља. Заштитник јединице био је светитељ који се по календару славио оног дана када и слава, а дан славе је објављиван у Службеном војном листу. Прописом о прослави слава команди и завода које је донео министар војни 6. априла 1888. године, детаљно је била уређена ова област. Дан пред славу војни свештеник је светио водицу по канцеларијама и војничким спаваонама, а припремани су и колач, воштаница, кољиво и вино. На дан славе у касарни је служена литургија и сечен је колач уз учешће команданта са официрима команде и одређеним бројем војника. Све канцеларије у команди имале су икону светитеља –заштитника са кандилима која су паљена недељом и празницима.
Веронаука, која је била обавезна за све њене припаднике, у војску је уведена годину дана касније, Решењем које је 23. јануара 1889. године донео министар војни ђенерал Коста С. Протић.
| „ | Важан сегмент остваривања слободе вероисповести био је и омогућавање права на специфичну исхрану. Министарство војно је, 3. фебруара 1884. године, донело регулативу на основу које је припадницима војске – верницима неправославне вероисповести издаван новац за храну коју су конзумирали у складу са правилима своје вере. Према пропису од 19. фебруара 1893. године у јединици која слави славу припаднике и госте следовао је оброк од по 300 грама меса, као и 0,75 децилитара ракије или 1,5 децилитара вина, по особи. | ” |

У правилима службе које је прописао краљ Александар I Обреновић 1901. године, први пут је по питању вере разрађена читава једна глава (глава II – Вера и побожност), која је у тесној везе са садржајем главе III (која носи назив Војнички дух). У тој глави описане су војничке врлине идентичне онима које се у савременим војскама уређују подзаконским прописом познатим под називом кодекс части, из кога се види да су морал (наравственост) и част произилазили из вере и побожности, а не обрнуто.
Поменутим правилима било је уређено и учешће војске у свечаности поводом празника Богојављење, као и верски обреди при погребима припадника војске. З
У Правилима службе које је прописао краљ Петар I Карађорђевић 1913. године, у тачкама 389 и 390 пише:
- Тачка 389:

„Војницима мухамеданске и мојсијеве вероисповеди, ако служба дозволи, одобраваће се одлазак у њихове богомоље и ослободиће се од службе у те дане“.
- Тачка 390:

„Исто тако одређује се за сваку цркву о Великом Петку стража код Христовог гроба од трупа које су у месту. Јачину ових стража одређиваће команданти места према захтеву црквених старешина. Стражари око Христовог гроба стражаре са оружјем и са скинутом капом“.

### Верска служба у војсци Краљевине Срба, Хрвата и Словенаца (Краљевине Југославије)
Након уједињења 1918. године Краљевство СХС (Краљевина Југославија) било је држава слободе и равноправности вероисповести. Новонастала организација државе и војске на принципима мултиетничности и мултиконфесионалнти, наметнуло је и тражење решења за верску службу у војсци које би свима у Краљевству одговарало. Имајући ово у виду Министарски савет, на седници одржаној 30. јануара 1920. године, донео је одлуку о увођењу војних свештеника вероисповести које су биле признате у Краљевини СХС.
При Министарству војном и морнарици постојало је тело које је руководило свештеничком струком. У њему су били по један војни свештеник прве класе за православну, римокатоличку и муслиманску вероисповест. Штаб сваке армијско-дивизијске области, пука и гарнизона имао је сталног војног свештеника.
Свештеници у војсци Краљевини СХС били су подељени на сталне (које је постављао краљ својим указом) и хонорарне (које је по потреби и у сарадњи са министром вера, постављао је министар војске и морнарице). Служба сталних војних свештеника била је подељена у три класе. У коју од класа ће свештеник бити распоређен зависило је од времена проведеног у свештеничком чину. Међу војним свештеницима прве класе православне, римокатоличке и исламске вероисповести биран је по један, који је постављан на дужност начелника свештеничке струке своје вероисповести. Он је уједно био и референт министра војске и морнарице.
Краљ Александар I Карађорђевић, 26. јануара 1922. године, потписао је Закон о регулисању положаја војних свештеника, чиме је замењена одлука Министарског савета од 30. јануара 1920. године и након чега је министар војске и морнарице ђенерал Милош Васић, 4. маја 1922. године, прописао Правило о дужностима војних свештеника, према којем су се дужности војних свештеника делиле на опште и посебне:
- Опште дужности војних свештеника, обухватале су вршење богослужења и верских обреда и могле су се вршити искључиво у складу са канонским прописима цркава и верских заједница.
- Посебне дужности војних свештеника, описане су кроз шеснаест тачака, и имале су за циљ неговање религиозне и моралне свести припадника војске, јачање њихове храбрости, издржљивости, частољубља, осећаја дужности и дисциплине, поштовања претпостављених, дружељубља и верности и оданости краљу и отаџбини.

Тиме је задржан, правилима службе из Краљевине Србије, утврђен образац да је верска служба у
функцији развоја морала, патриотизма и војничких врлина.

## Верска служба у савременим армијама
На основу истраживања спроведеног у Европи и Северној Америци установљено је да верска служба постоји у оружаним снагама Републике Грчке, Сједињених Америчких Држава, Републике Румуније, Савезне Републике Немачке, Велике Британије, Канаде, Републике Хрватске, Пољске, Чешке Републике, Босне и Херцеговине, Италије, Републике Мађарске, Аустрије и Белгије, Руске Федерације итд. Верска служба не постоји у оружаним снагама Републике Бугарске, Бивше Југословенске Републике Македоније и Републике Црне Горе.
Код свих наведених земаља уочене су одређене заједничке карактеристике:
- Циљ постојања свештеничке службе јесте задовољавање верских потреба и допринос духовном и моралном васпитању припадника, а задатак војних свештеника је брига о духовном и етичком васпитању.
- Све наведене државе (осим Велике Британије и Грчке) у својим уставима имају клаузулу којом је црква одвојена од државе
- Слобода вероисповести у наведеним земљама загарантована је и оне у својим оружаним снагама имају војне свештенике за вероисповести којима припада већински народ.
- Свештеници који врше верску службу у оружаним снагама у статусу су професионалних војних лица – официра високог образовања
- Војни свештеници потчињени су војним командантима, а канонски одговорни својој цркви, односно верској заједници
- Богослужења се врше у верским објектима у касарнама
- У већини земаља у руководећем органу верске службе постоје и свештеници мањинских вероисповести
- Свим припадницима других (мањинских) вероисповести загарантовани су верска права и слободе.[22]

## Вера и морал у војсци
Појмови вере и духовности не смеју се потчињавати појмовима морала или етике. Вера не може бити један од садржаја морала војске, већ напротив, мора се имати у виду да из побожности и онтолошке етике верујућих припадника Војске Србије произилазе њихове војничке врлине, које је потребно усагласити са основним вредностима војне професије.
За припадника Војске Србије, основне вредности су: верност отаџбини, посвећеност професији, оданост, храброст, дисциплинованост, солидарност, човечност, достојанство, пожртвованост и поштовање.
Зато када су у питању организацијска решења органа верске службе, једино могуће је решење по којем су војни свештеници, односно верски службеници, директно потчињени командантима (начелницима, директорима), у статусу њихових саветника, а никако у саставу органа за морал, органа за људске ресурсе, органа за односе са јавношћу итд.
Важно је истаћи да свако евентуално настојање усмерено ка томе да се морални закон постави изнад Бога, не би било ништа друго него негирање Бога. Другим речима, за припадника Војске Србије – верника, сваки институционални покушај да се несместиви Бог смести у било какве ограничене оквире, укључујући и морални закон, довело би до губитка смисла слободе вероисповести.

## Богослужбене делатности
Богослужења и верски обреди у Војсци Србије обављају се начелно, у богослужбеним просторима или посебним просторијама уређеним за ту намену, с могућношћу да се у одређеним ситуацијама и по посебном одобрењу врше изван богослужбених простора, али и изван војних комплекса.
Богослужења и верски обреди у Војсци Србије, аналогно Закону о црквама и верским заједницама могу бити стална, повремена и пригодна.
Стална богослужења и верски обреди
Стална богослужења и верски обреди, као што и сам назив каже, врше се свакодневно могу се класификовати на следећи начин:
- Јутрења и вечерња богослужења и обреди (служе их војни свештеници),
- Молитве часослова (служе их војни капелани),
- Намази (предводе их војни имами)
- Молитве (служе их војни рабини)

Повремена богослужења и верски обреди
Ове активности верских заједница врше се повремено и могу се класификовати на следећи начин:
- Свете литургије (служе их војни свештеници),
- Свете мисе (служе их војни капелани)
- Намази (предводе их војни имами)
- Молитве (служе их војни рабини)

Из практичних разлога повремена богослужења и верски обреди врше се недељом, као и у дане који су аутономним прописима традиционалних цркава и верских заједница или њиховим календарима већ означени као празнични, али и на дан празника коме је посвећен богослужбени простор. Ова богослужења ће се обављати и у дане државних и војних празника, као и приликом полагања заклетве. Важно је истаћи да би, за сада, оптимално решење у Војсци Србије било да се обележавање државних и војних празника и полагање заклетве, са једне стране, и богослужења и верски обреди, са друге стране, врше одвојено.
Пригодна богослужења и верски обреди
Пригодне верске активности обављају се на захтев припадника Војске Србије или на предлог војних свештеника, односно верских службеника по основу конкретних потреба. Пригодна богослужења и верски обреди војних свештеника обухватају;
- Вршење Светих тајни (крштење, миропомазање, исповест, причешће, венчање и јелеосвећење)
- Служење молитви, молепствија, молебана
- Благосиљања,
- Благодарења
- Освећења, опела, парастос, помен
- Литија

## Дан верске службе — 12. новембар
Дан верске службе који се обележава сваке године 12. новембара, у ВС се слави као знак сећaње на 12. новембар 1839. године, када су доношењем првог војног закона уређени рад и деловање војних свештеника у Војсци Кнежевине Србије.

## Број верских објекта (2020)
Према изјави Начелника одељења за веру у Генералштабу пуковник др Саша Милутовића... на почетку увођења верске службе у ВС  израђен је дугорочни план развоја Верске службе, где је између осталог предвиђено 50 богослужбених простора. До сада је отворено 44, али и 5 молитвених простора, а верска служба омогућена је и припадницима у Мировним мисијама.